# Peter Luard
Pour les articles homonymes, voir Luard.
Le lieutenant-colonel Peter J. Luard est un militaire britannique. À la tête de son bataillon parachutiste, il libéra le premier village de France Ranville, dans la nuit du 6 juin 1944, au cours du débarquement en Normandie.

## Histoire
Ranville fut libéré à 4 heures du matin le 6 juin 1944 par le 13e bataillon parachutiste (13th Lancashire Parachute Battalion ) commandé par Peter Luard, unité faisant partie de la 6e division aéroportée britannique (6th Airborne Division).
Cette unité fut aidée en cela par le fait que la 21e Panzerdivision était en manœuvres d’entraînement.

Le 10 juin les unités principales de la 346e division allemande s’étaient infiltrées entre la 3e parachutiste et les 1st Special Service Brigades britanniques à Bréville en direction de Ranville où était resté le 13e bataillon parachutiste.

L’infanterie allemande progressait au milieu des planeurs abandonnés et Luard avait donné l’ordre de n’ouvrir le feu qu’au dernier moment ; ce qui fut fait quand l’ennemi se trouva à 50 m.

Avec l’aide du 7e bataillon parachutiste, 400 Allemands furent tués et une centaine furent capturés.

Plus tard le 19 août 44, Luard eut d’énormes difficultés à conquérir un objectif à Putot-en-Auge connu sous le nom de Colline 13 puis il libéra Pont-l'Évêque le 22 août et fut à ce titre décoré du Distinguished Service Order.

Puis son action se poursuivit dans les Ardennes en direction de l’Allemagne.